# Xylosma chiapensis
Xylosma chiapensis är en videväxtart som beskrevs av Cyrus Longworth Lundell. Xylosma chiapensis ingår i släktet Xylosma och familjen videväxter. Inga underarter finns listade i Catalogue of Life.